# Буњевачко-шокачка странка
Буњевачко-шокачка странка (БШС) била је политичка странка Буњеваца и Шокаца у Краљевини Срба, Хрвата и Словенаца.
Странка је основана 15. септембра 1920. године, са намјером да настави организоване политичке активности Буњеваца и Шокаца из Бачке, које су имале своју традицију још прије Првог свјетског рата. Странка је остварила запажен резултат на изборима 1920. и 1923. године. На челу странке се налазио Блашко Рајић.
Послије 28. новембра 1924. године, у странци је наступила криза због неслагања међу чланством о визији организације политичког живота Буњеваца и Шокаца у Бачкој у даљој будућности. Дио чланство је био за „засебни” пут, док је други дио чланство био склонији сарадњи са Хрватском републиканском сељачком странком Стјепана Радића. У то вријеме, на челу странке се налазио Јосип Ђидо Вуковић. Због неслгања са вођством странке, Блашко Рајић је 1924. године напустио странку.
На изборима 1925. године већина Буњаваца и Шокаца у Бачкој стала уз БШС. Временом БШС се све више окретао према Стјепану Радићу и ХСС. Године 1926. скоро цјелокупно чланство странке се придружило ХСС. На крају, и сам Рајић је кренуо путем чланства странке, па је постао снажан поборник Радића и ХСС.